# 鄧拉普 (愛荷華州)
鄧拉頓（英語：Dunlap）是一個位於美國愛荷華州哈里森縣和克勞福德縣的城市。

## 地理
鄧拉頓的座標為41°51′14″N 95°36′00″W / 41.85389°N 95.60000°W，而該地的平均海拔高度為349米（即1145英尺）。

## 人口
根據2010年美國人口普查的數據，鄧拉頓的面積為2.98平方千米，當中陸地面積為2.93平方千米，而水域面積為0.05平方千米。當地共有人口1042人，而人口密度為每平方千米349人。